# Người thuê mỏ neo

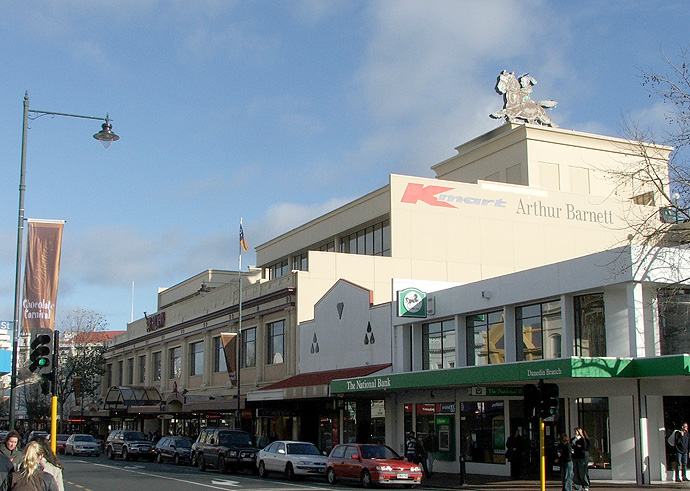
Meridian Mall ở Dunedin, với logo của hai người thuê mỏ neo, Kmart New Zealand và Arthur Barnett được hiển thị trên các bức tường phía trên

Trong bán lẻ, "người thuê mỏ neo", đôi khi được gọi là "cửa hàng neo", "người thuê nhà" hoặc "người thuê chính", là người thuê lớn hơn đáng kể trong trung tâm mua sắm, thường là cửa hàng bách hóa hoặc chuỗi bán lẻ. Với sức hấp dẫn rộng rãi của họ, họ dự định thu hút một bộ phận tiêu biểu đáng kể của công chúng mua sắm đến trung tâm. Họ thường được cung cấp giảm giá mạnh cho thuê để đổi lấy việc ký hợp đồng thuê dài hạn để cung cấp dòng tiền ổn định cho các chủ sở hữu trung tâm mua sắm.